# Fokker F.XXXVI

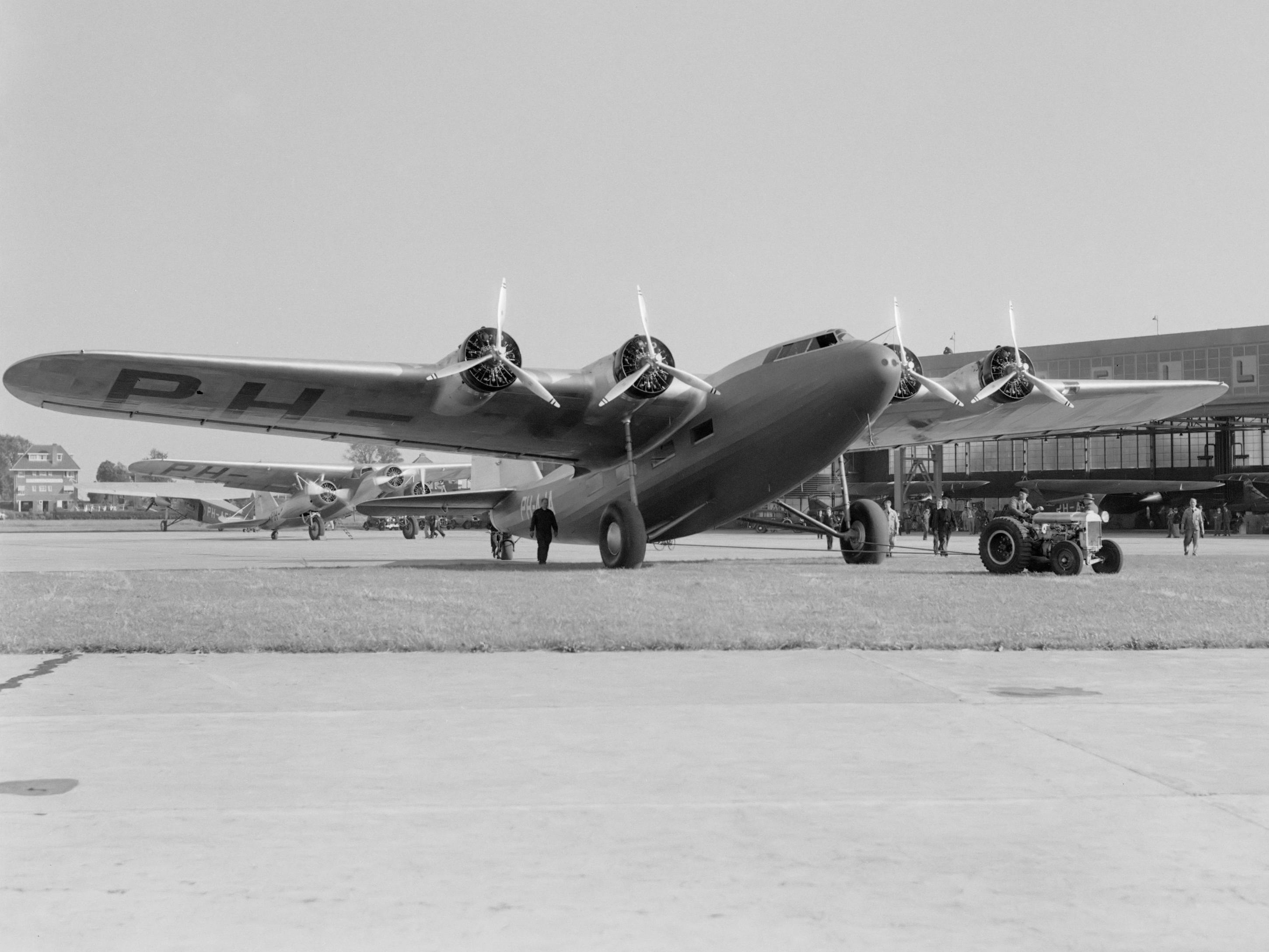
Fokker F.XXXVI (1934)

O Fokker F.XXXVI foi um avião comercial holandês projetado na década de 1930 para 32 passageiros, com quatro motores, construído pela Fokker. Foi o maior avião de transporte projetado e construído pela Fokker.

## Desenvolvimento
O Fokker F.XXXVI de matrícula PH-AJA voou pela primeira vez em 22 de Junho de 1934, sendo um monoplano cantilever de asa alta com um trem de pouso convencional fixo. Como tradição da Fokker, a asa era construída inteiramente de madeira e a fuselagem era de tubos de aço cobertos com tela. Utilizava quatro motores radiais Wright Cyclone montados no bordo de ataque da asa, acomodando quatro tripulantes e 32 passageiros em quatro cabines de oito assentos. Em uma decisão incomum, os engenheiros da Fokker se preocuparam em atenuar o ruído na cabine de passageiros, permitindo aos passageiros conversarem em tom normal de voz após a decolagem. Foi entregue à KLM e operou rotas europeias a partir de Março de 1935. Apesar de carregar uma boa quantia de carga paga, seu alcance era muito menor e era estruturalmente inferior (as vantagens de manutenção das aeronaves inteiras de metal estavam se tornando claras) às aeronaves Douglas DC-2 e DC-3, sendo apenas um avião construído. A KLM vendeu a aeronave em 1939 para aScottish Aviation para ser usada como treinador de navegação e tripulação na Escola de Treinamento de Voo Elementar nº 12 da Força Aérea Real, que era operada pela Scottish Aviation. Foi destruído em 1940 após queimar em um acidente na decolagem.
A Airspeed Ltd. do Reino Unido obteve uma licença para construir o F.XXXVI para o mercado britânico como Airspeed AS.20, mas nenhum pedido foi feito.

## Operadores

### Operadores civis
Países Baixos
- KLM

 Reino Unido
- Scottish Aviation

### Operadores militares
Reino Unido
- Força Aérea Real (operado pela Scottish Aviation)